# 1649
Cette page concerne l'année 1649  du calendrier grégorien. Pour l'année 1649 av. J.-C., voir 1649 av. J.-C.
L'année 1649 est une année commune qui commence un vendredi.

## Événements
- Février : le Perse Chah Abbas II reprend Kandahar. De mai à septembre, puis en 1652, plusieurs campagnes coûteuses mais sans succès sont menées contre Balkh et le Badakstan par Aurangzeb puis Dara Shukoh et Murad, les fils de Shah Jahan[1].
- 1er juillet : au Maroc, l'Alawite Mulay Mohammed, roi du Tafilalet, qui occupe Fès depuis le début de l'année, en est chassé par les marabouts de Dila[2].
- 7 septembre : les premiers habitants de La Réunion sont ramenés à Fort-Dauphin et l'île redevient donc inhabitée[3].
- 15 novembre : Roger Lecourt, envoyé par Étienne de Flacourt, prend possession pour la troisième fois de La Réunion et la baptise île Bourbon[3].
- Les Russes atteignent l'océan Pacifique et le Kamtchatka et fondent la ville d'Okhotsk en Sibérie orientale[4].
- Japon : code définissant les obligations de la classe paysanne[5].

### Amérique

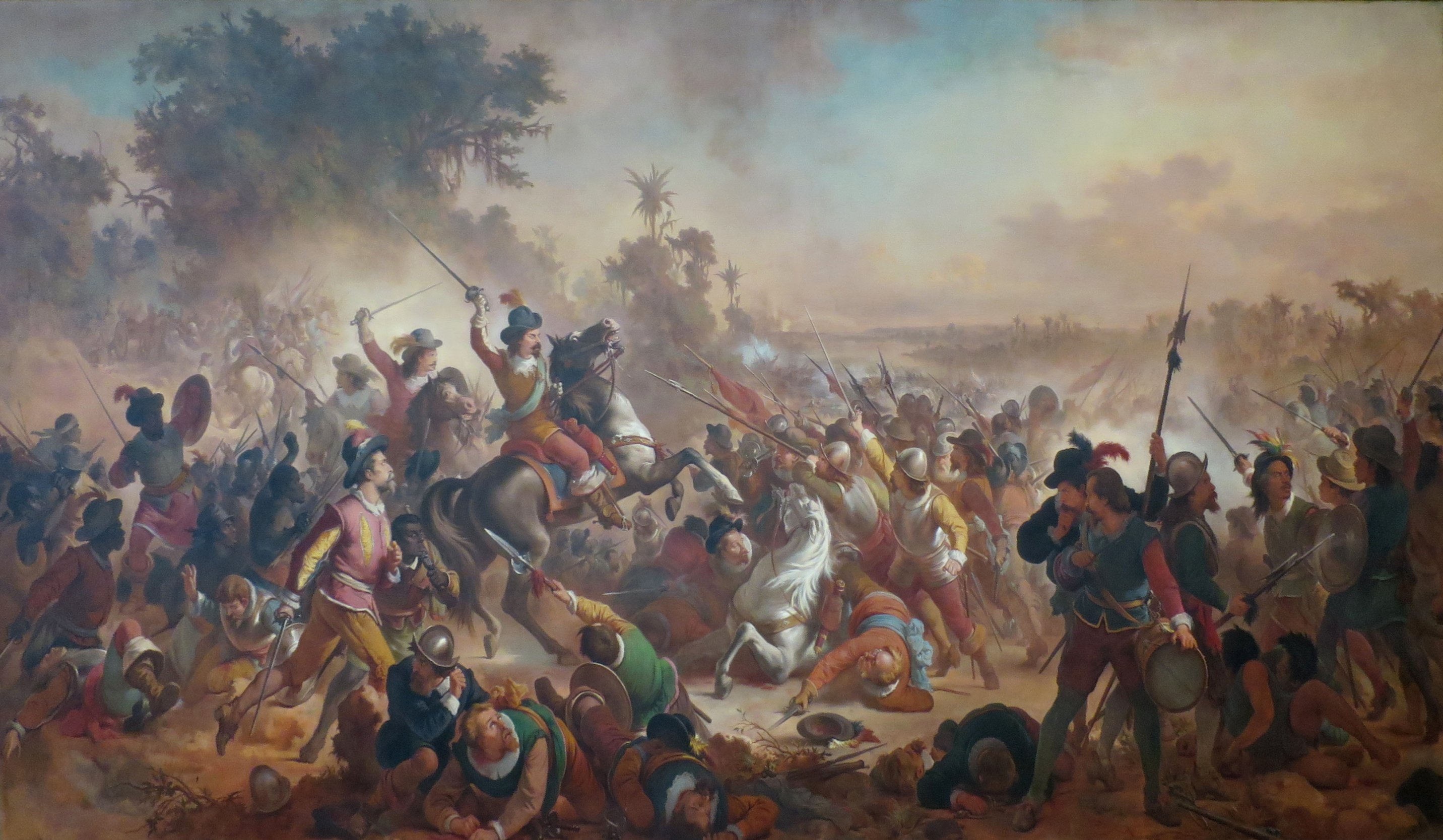
18 février : bataille de Guararapes, toile de Victor Meirelles

- 18 février : victoire portugaise sur les hollandais à la seconde bataille de Guararapes au Pernambouc[6].
- 10 mars : fondation de la Compagnie générale du Commerce du Brésil, chargée d'entretenir 36 galions. Elle a le monopole du ravitaillement du Brésil en vin, farine, huile et morue. Pour attirer les capitaux des nouveaux convertis, le jésuite António Vieira obtient du roi Jean IV de Portugal que les biens de ceux qui investiraient dans la Compagnie soient à l'abri de toute confiscation (6 février)[7].
- 16-19 mars, Canada : les Hurons sont vaincus par la Ligue des Iroquois. Les Iroquois attaquent les missions huronnes de Saint-Ignace et de Sainte-Marie. Ils capturent les jésuites Jean de Brébeuf et Gabriel Lalemant qui meurent comme martyrs (16 mars)[8].
- 11 avril : autodafé général au Mexique. Sur 109 condamnés (dont 108 judaïsants), 57 sont brûlés en effigie et 13 en personne[9].
- 21 avril : Act concerning Religion, voté par l'assemblée locale du Maryland, qui reconnaît la liberté de conscience[10].
- Révolte des noirs dans les Antilles anglaises[11].

### Europe
- 29 janvier, Russie : publication par le zemski sobor d'un nouveau Code (Oulojénié)[12]. Il reprend les codes d'Ivan IV avec des éléments empruntés au codes lituaniens et byzantins. Les paysans sont définitivement attachés à la terre, les privilèges des étrangers sont abolis, l'Église est plus fortement assujettie à l'État. Le pouvoir du tsar est consolidé par la classification hiérarchique de la société (marchands, artisans, paysans), la centralisation administrative et religieuse et l'amélioration du recrutement de l'armée.
  - Le nouveau code attache définitivement les paysans à la terre[13]. Le nombre de serfs en fuite ne fait qu'augmenter. Ils rejoignent pour la plupart les établissements cosaques des basses vallées de la Volga, du Dniepr et du Don.
  - Le code du tsar Alexis interdit aux Boyards, gentilshommes et Russes de tout rang, d'acheter, d'échanger, d'hypothéquer et de louer des terres appartenant aux Tatars, Mordves, Tchouvaches, Tchérémisses, Votyaks et Bachkirs. Inversement, ceux-ci ne peuvent acquérir une terre donnée aux Russes[14].

- 4 mars : Marie de Gonzague, veuve de Ladislas IV Vasa, épouse son successeur Jean-Casimir[15].
- 9 mars : Nikon est consacré métropolite de Novgorod[16].
- Avril-juillet : peste à Séville. 60 000 victimes[17].
- 10 mai : interdiction de la culture du tabac au Portugal où elle concurrence les cultures vivrières[18].

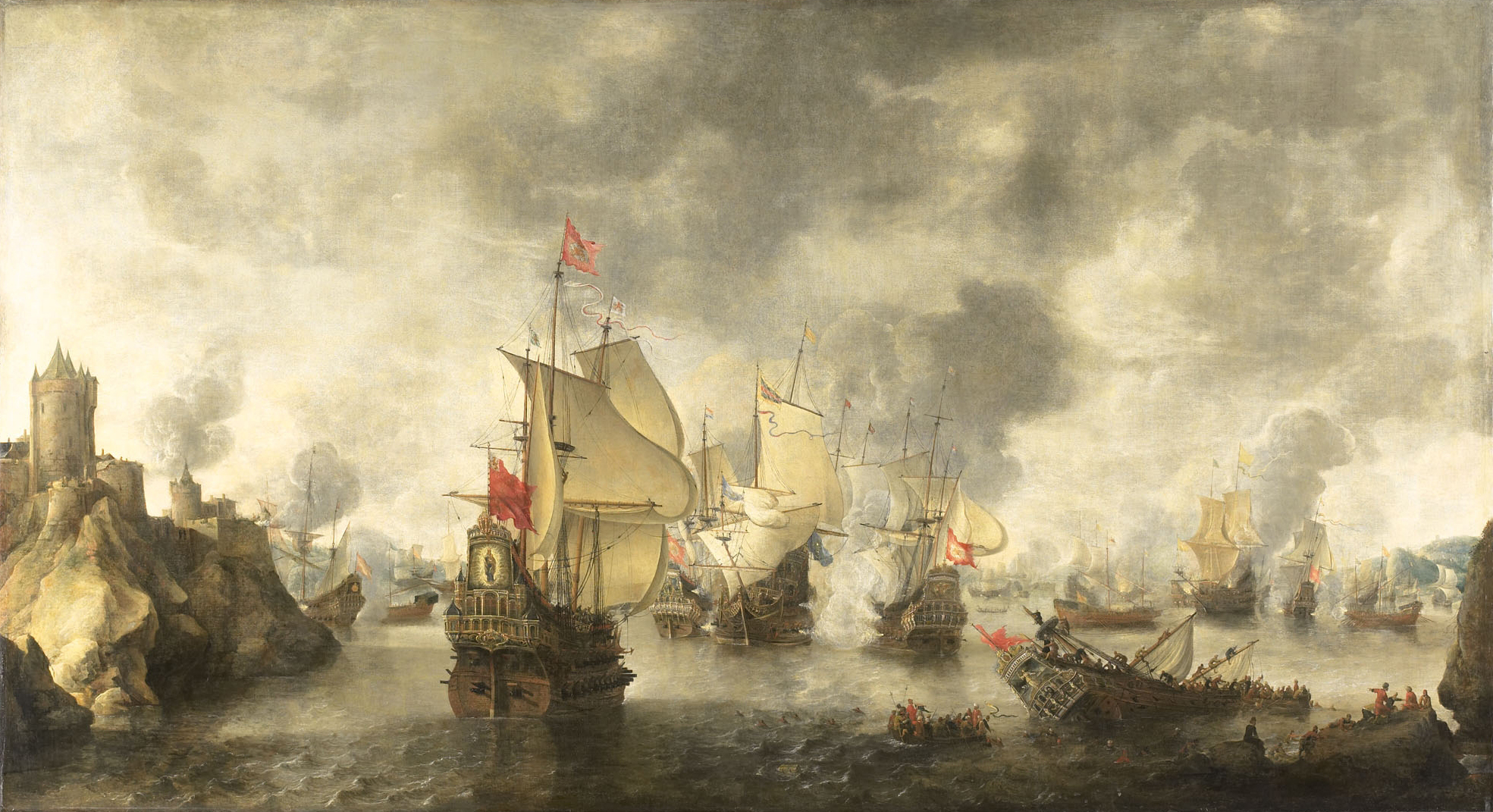
12 mai : bataille de Focchies

- 12 mai, guerre de Candie : victoire vénitienne sur les Ottomans à la bataille de Focchies[19].
- 20 mai : élection de Pál Pálffy, fidèle catholique de Ferdinand III, comme palatin de Hongrie[20]. Elle est appuyée par le prince protestant de Transylvanie, Georges II Rákóczy, contre des candidats de sa propre confession. Rakóczi envisage alors d'entrer en guerre contre les Turcs aux côtés de l'Empereur, mais celui-ci préfère négocier la paix avec la Porte.

- 1er juin : les privilèges de la compagnie anglaise de Moscovie sont abolis, officiellement à la suite du régicide[21]. Le commerce anglais en Russie est limité au seul port d'Arkhangelsk.

- 12 juillet : arrivée à Moscou de moines venus de Kiev, Arsène Satanovsky et Épiphane Slavinetsky (en), rejoint par Damascène Ptitsky le 14 décembre 1650[22]. Le prédicateur Slavinetsky (mort en 1675) collabore avec Nikon, traduit les œuvres des Pères de l'Église, rédige un lexique « philosophique » et un lexique « gréco-slavo-latin ». Avec les professeurs petit-russiens recrutés par Rtichtchev, il attire des élèves de plus en plus nombreux et fait concurrence à l'école de théologie du grec Arsène.

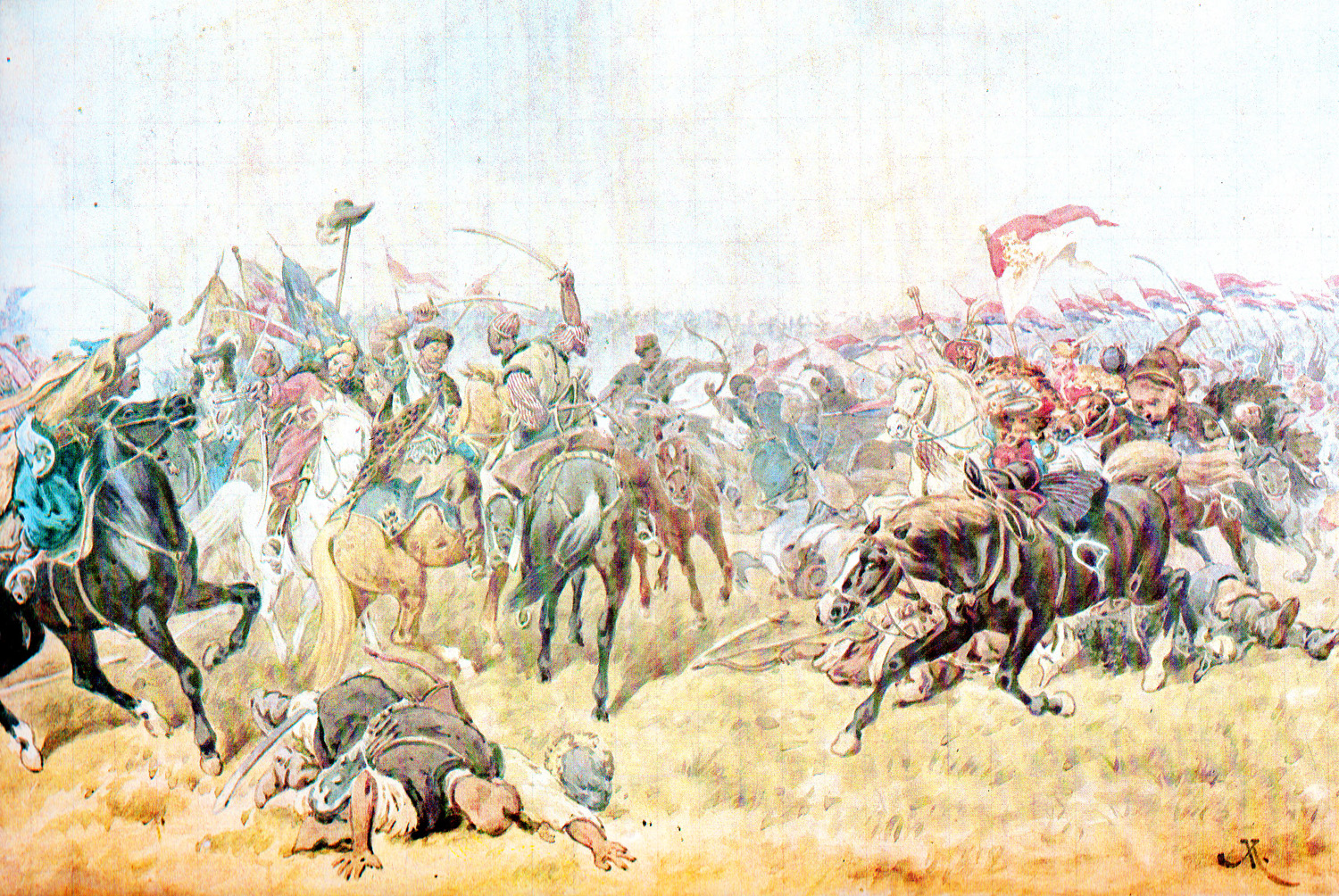
15-16 août : bataille de Zborów

- 15 août : défaite du roi de Pologne contre les Zaporogues à Zboriv (Zborów ou Zborovo)[23]. Bogdan Khmelnitski traite avec la Pologne (il reprendra les hostilités en 1650).
- 18 août : convention de Zboriv[23] ; concessions de territoires aux cosaques zaporogues, respect de l'orthodoxie en Ukraine. Ni la noblesse, ni le clergé polonais ne l'acceptent.
- 2 septembre : les armées papales détruisent la ville de Castro, dans le Latium[24]. Affaire du duché de Castro : le pape Innocent X se montre implacable contre la tentative d'indépendance de ce duché. La guerre de Castro est le dernier conflit territorial local en Italie.

- Le tsar réunit un concile qui condamne les modifications de rituel proposées par les « hellénisants » (chant à l'unisson)[25].

#### France
- 5-6 janvier : la Cour se réfugie à Saint-Germain-en-Laye[26].
- 8 janvier : Décret du Parlement de Paris contre Mazarin[26].

- 9 janvier-1er avril : Condé assiège Paris[27] avec 12 000 hommes.
- 20 janvier : journée des Barricades à Aix-en-Provence[28].
- 28 janvier : cinq compagnies de chevau-léger (les Corinthiens) levées contre Mazarin par Gondi sont écrasées à Antony par les troupes du roi[29].
- 8 février : Condé prend Charenton (combat de Charenton)[30].

- 11 mars : signature de la paix de Rueil qui met fin à la fronde parlementaire[27] : maintient des vingt-sept articles, amnistie aux rebelles, droit de réunion pour les assemblées parlementaires… Le Parlement accepte l'accord le 1er avril[26].
- 26 mai : échec des Bordelais à Libourne défendue par le duc d’Epernon[31].
- 20 juillet : fausse pendaison de l'imprimeur Morlot à Paris, sauvé par l'intervention de la foule[32].
- 18 août : entrée triomphale du roi à Paris[27]. La cour regagne le Palais-Royal. Condé, déçu de ne pas avoir la place de Mazarin rejoint la Fronde des Princes (Conti, la duchesse de Longueville, Turenne, La Rochefoucauld, la duchesse de Chevreuse, Anne de Gonzague, le duc de Beaufort, Gaston d'Orléans, la duchesse de Montpensier, le duc de Bouillon, le duc d'Elbeuf, le maréchal de la Mothe-Houdancourt…).
- 30 septembre - 12 octobre[33] : assemblée de la noblesse, dispersée par la Cour.
- 9 novembre : Particelli d'Emery redevient surintendant des finances avec le comte d'Avaux pour collègue[34]. Le système des intendants provinciaux est restauré.
- 11 décembre : à Paris, émeutes de rentiers sur l'hôtel de Ville, inquiets pour leurs créances[27].
- Décembre : retour en grâce du coadjuteur Gondi auprès de la régente et du cardinal[35].

#### Îles britanniques

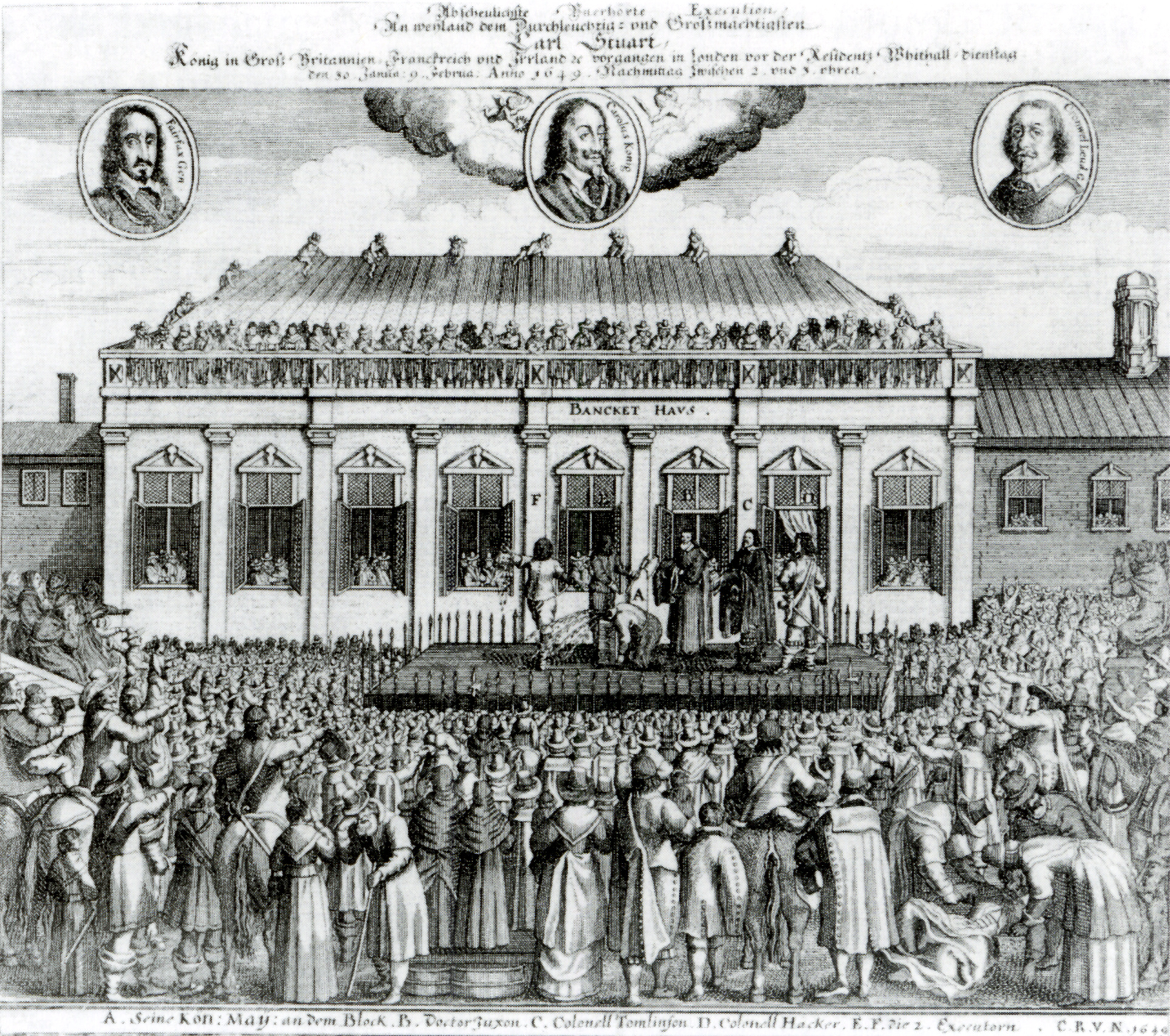
Gravure allemande représentant la décapitation de Charles Ier d'Angleterre, XVIIe siècle

- 20-27 janvier : Oliver Cromwell impose le procès du roi devant un tribunal spécial composé de la soixantaine de députés siégeant encore aux Communes (« Parlement croupion », ou Rump Parliament)[36].
- 30 janvier : Charles Ier est exécuté devant Whitehall[19].
- 17 février : première réunion du Conseil d'état[37].
- 15 mars : John Milton devient ministre des Affaires étrangères du Conseil d'état[38].
- 26 avril : Mutinerie de Bishopsgate[39].
- 1er mai : An agreement of the free people of England. Publication du Manifeste des Niveleurs (Levellers) écrit par J. Lilburne, W. Walwin, T. Prince, R. Overton[40]. Ils y déclarent « conformer nos actes et nos propos… à la volonté (de Dieu), écrite d'abord dans nos cœurs, et ensuite dans sa Parole sacrée » plutôt que d'être « stricts sur la partie formelle et cérémonielle de son Service ».
- 14-17 mai : répression de la mutinerie de Banbury dans l'armée. Cromwell et Fairfax font emprisonner John Lilburne (Niveleur) et pendre les meneurs à Burford. Ils reprennent l'armée en main[41].
- 19 mai : l'Angleterre devient une libre république (a free Commonwealth) dirigée par un conseil d'État de 41 nobles et bourgeois élu par le Rump, divisé en cinq comités (affaires étrangères, armée, Irlande, justice, marine) et par un conseil d'officiers[42]. Un Parlement de 140 députés choisit sur des listes d'hommes « craignant dieu » est mis en place. Le nouveau régime n'instaure pas la liberté religieuse et rétablit la censure sur la presse, un serment de fidélité est exigé de tous les hommes adultes du pays, tandis qu'une Haute Cour doit juger les actes de « trahison », telle que toute critique de la forme du gouvernement.
- 2 août : bataille de Rathmines en Irlande[19].
- 15 août: début de la soumission de l'Irlande par Cromwell, qui débarque à Dublin avec une armée de 12 000 hommes (fin en mai 1650)[43]. Les survivants sont repoussés vers le Connaught à l'ouest. L'Irlande est occupée jusqu'en 1660. Les terres de ceux qui avaient soutenus les Stuart sont spoliés (entre 1649 et 1660, le pourcentage de terres possédées par des catholiques tombe de 60 % à 20 %).
- 11 septembre : massacre de Drogheda en Irlande[19].
- 2-11 octobre : sac de Wexford en Irlande[19].
- 20 octobre : le prince Rupert quitte l'Irlande avec sept vaisseaux de la flotte royale et se réfugie dans l'embouchure du Tage ; l’intervention de l'amiral Robert Blake le 10 mars 1650 provoque un état de guerre entre le Commonwealth et le Portugal[44].
- 24 novembre : début du siège de Waterford en Irlande[19].

## Naissances en 1649
- 31 janvier : Marc-Antoine Hersan, professeur d'Eloquence au Collège Royal († 1724).

- 2 février : Pietro Francesco Orsini, futur pape Benoît XIII qui sera élu en 1724 († 21 février 1730).
- 22 février : Bon Boullogne, peintre et graveur français († 16 mai 1717).
- ? février : John Blow, organiste et compositeur anglais de musique baroque († 1er octobre 1708).

- 4 mai : Augustinus Terwesten, peintre néerlandais († 21 janvier 1711).

- 23 juillet : Gianfrancesco Albani, futur pape Clément XI qui sera élu en 1700. Sa famille descend de réfugiés albanais du XVe siècle († 19 mars 1721).
- 20 août : Teresa del Po, peintre et graveuse italienne († 1716).
- Septembre : Louise Renée de Penancoët de Keroual au château de Keroual en Guilers, près de Brest († 1734).

- 12 octobre : Hans Georg Asam, peintre allemand († 7 mars 1711).

- 2 décembre : Jean-Baptiste Corneille, peintre et graveur français († 12 avril 1695).

- Date précise inconnue :
  - Atanasio Bimbacci, peintre baroque italien  († ?).
  - Francisco Guerau,  musicien et compositeur espagnol pour la guitare de la période baroque († entre 1717 et 1722).
  - Alexandre Ubelesqui, peintre français († 21 avril 1718).

- Vers 1649 :
- Cristóbal de Villalpando, peintre mexicain († 20 août 1714).

- 1646 ou 1649 :
- Fiodor Ignatiev, peintre russe iconographe († 1720).

## Décès en 1649
- 22 janvier : Alessandro Turchi, peintre baroque italien de l'école véronaise (° 1578).
- 30 janvier : Charles Ier d'Angleterre, roi d'Angleterre, d'Écosse et d'Irlande (° 19 novembre 1600).

- 12 février : Jean-Baptiste Barbé, graveur, illustrateur, dessinateur et éditeur flamand (° 28 juillet 1578).
- 28 février : Ángel Manrique, moine cistercien espagnol, professeur, abbé puis évêque de Badajoz (° 28 février 1577).

- 9 mars : Nicolas Vauquelin Des Yveteaux, poète libertin français (° 1567).
- 16 mars : Jean de Brébeuf, missionnaire jésuite, l'un des 8 martyrs canadiens (° 25 mars 1593).
- 17 mars : Gabriel Lalemant, missionnaire jésuite, l'un des 8 martyrs canadiens  (° 3 octobre 1610).

- 1er avril : Juan Bautista Maíno, peintre baroque espagnol (° 15 octobre 1581).
- 12 avril : Albert de Toerring-Stein, prince-évêque de la principauté épiscopale de Ratisbonne (° 26 octobre 1578).
- 18 avril : Philippe de Béthune, homme d'armes, gentilhomme de l'administration royale et diplomate français (° 1566).
- 24 avril : Gaston de Renty qui fut supérieur de la Compagnie du Saint-Sacrement (° 1611).

- Après le 15 mai[45]Jean Androuet du Cerceau, architecte notamment de l'Hôtel de Sully (° 1585).
- 30 mai : Jakob Martini, théologien et philosophe luthérien allemand (° 17 octobre 1570).

- 18 juin : Juan Martínez Montañés, sculpteur baroque espagnol (° 1568).
- 27 juin :  Paolo Antonio Barbieri, peintre de natures mortes italien (° 16 mai 1603).
- 28 juin : Gioacchino Assereto, peintre baroque italien (° 1600).
- 30 juin : Simon Vouet, peintre français (° 9 janvier 1590).

- 2 juillet : Nicolas Rambourg, architecte français (° vers 1559).
- 25 juillet :
  - Charles Ier Brûlart de Genlis, religieux, officier et diplomate français (° 1571).
  - Orazio Giustiniani, cardinal grec-italien (° 1578).
- 28 juillet : Tarquinio Galluzzi, rhéteur et érudit italien (° 1574).
- 29 juillet : David I Teniers, peintre flamand (° 1582).

- 15 août : Dorothée de Brunswick-Lunebourg, fille du duc Guillaume de Brunswick-Lunebourg et de Dorothée de Danemark (° 1er janvier 1570).
- 20 août : Robert Heath, juge et politicien anglais (° 20 mai 1575).
- 24 août : Pedro Nuñez peintre espagnol (° vers 1614).
- 25 août : Richard Crashaw, poète métaphysique anglais (° 1612 ou 1613).

- 6 septembre :
  - Robert Dudley, explorateur anglais (° 7 août 1574).
  - Famien Strada, historien et jésuite italien (° 1572).

- 3 octobre : Giovanni Diodati, théologien protestant genevois d'origine italienne (° 3 juin 1576).
- 9 octobre : Pierre d'Hardivilliers, archevêque français (° 1579).
- 16 octobre : Isaac van Ostade, peintre néerlandais (° 2 juin 1621).

- 2 novembre : Antonio Barbalunga, peintre baroque italien (° 1600).
- 11 novembre : Ellen Marsvin, aristocrate et propriétaire terrienne danoise (° 1er février 1572).
- 19 novembre : Scioppius, érudit et pamphlétaire catholique allemand (° 27 mai 1576).

- 3 décembre : Étienne Bauny, jésuite et théologien français (° 16 janvier 1564).
- 4 décembre : John Egerton, 1er comte de Bridgewater, pair et homme politique anglais (° 1579).
- 6 décembre : François Véron, savant jésuite français (° 1575).
- 13 décembre : Matteo Nigetti, architecte et sculpteur italien de l'école florentine (° 7 janvier 1570).
- ? décembre : Joan Pere Fontanella, juriste et homme politique catalan (° 22 juillet 1575).

- Date précise inconnue :
  - Alessandro Adimari, philologue et poète italien (° 1579).
  - Bartholomeus Amicus, jésuite et théologien italien (° 1562).
  - Alfonso Boschi, peintre baroque italien (° 1615).
  - Agostino Pallavicini, 103e doge de Gênes (° 1577).
  - İbrahim Peçevi, historien de l'empire ottoman (° 1574).
  - Antonio Santarelli, jésuite italien (° 1569).
  - Hendrik van Steenwijk II, peintre baroque flamand (° septembre 1580).
  - Christoph Wamser, architecte et maître d'œuvre allemand (° vers 1575).